# Salma Khalil Alio
Salma Khalil Alio (ur. 22 stycznia 1982 w Czadzie) – poetka i pisarka czadyjska, fotograf, karykaturzystka, grafik.

## Życiorys
Jest córką byłego lidera Narodowego Frontu wyzwolenia Czadu Khalila Alio. W 1982 roku został on zmuszony przez dyktaturę Hissène Habré do emigracji z kraju. Salma wyjechała z rodzicami do Marburga w Niemczech, a potem do Nigerii. Do Czadu wróciła dopiero w 1999 roku po zdaniu matury w Alliance Française w Maidougouri  i została przyjęta na wydział nauk ścisłych i stosowanych w Farcha (północna dzielnica Ndżameny), gdzie studiowała przez 2 lata. W latach 1995–1998 uczyła się techniki tworzenia komiksów od Gérarda Leclaire'a.
W 2014 roku założyła stowarzyszenie Positive Association, którego celem jest wspieranie kobiet. Gromadzi ono czadyjskich artystów, malarzy, fotografii i rzemieślników. Celem jest promowanie rękodzieła i sztuki jako sposobu na zdobywanie dochodów i niezależności przez kobiety. Kilka razy w miesiącu, Salma, publikuje na facebookowej stronie stowarzyszenia odcinki własnego komiksu Débarquement à N’Djamena o przygodach trzech młodych cudzoziemek, które zamieszkały w Czadzie.
W 2016 roku była dyrektorem artystycznym projektu realizowanego wspólnie z Instytutem Francuskim w Ndżamenie, w którym dzieci z Baga-Sola, Abeche, Moundou i Ndżameny otrzymały aparaty fotograficzne, aby wykonać zdjęcia, które pokazują rolę dziewcząt w społeczeństwie.

### Karykaturzystka
Wśród wielu wyróżnień krajowych i międzynarodowych, zdobyła tytuł pierwszej kobiety karykaturzystki w Czadzie. Salma uczestniczyła w kilku zbiorowych projektach, takich jak zbiorowy komiks i wystawy plastyczne.

### Fotograf
Interesuje się również fotografią. Na zdjęciach pokazuje czadyjskie społeczeństwo i styl życia. Wykonuje portrety ludzi w ich codziennym życiu, ze szczególnym naciskiem na życie kobiet i edukację dzieci. Jej zdjęcia są jednocześnie autobiograficzne jak i zbiorowe, pokazują nam Ndżamenę i Czad. W 2017 roku wspólnie z Aché Coelo wydała album "Portraits of Chadian Women".

### Biznesmenka
Prowadzi własną firmę Zarlinga. Firma handluje tworzonym przez Salmę rękodziełem i innymi usługami, takimi jak fotografia, projektowanie graficzne i infografiki.

### Twórczość literacka
Pierwszy tomik wierszy Passion de la pensée opublikowała w 2004 roku w Paryżu w wydawnictwie The Manuscript. W 2013 roku współpracowała przy wydaniu książki Aux vents des aléas de la vie (Na wietrze zagrożeń życia). Jest to zbiór opowiadań, w którym autorzy piszą o takich problemach jak wywłaszczenie, poligamia i homoseksualizm w Czadzie.
W 2014 roku jej opowiadania znalazły się w książce Couleurs de l'Existence, zbiorze opowiadań sześciu czadyjskich pisarzy. Salma zamieściła w tej publikacji opowiadanie Périple sur la reine du Guéra (Podróż królowej Guery), jest to historia dwóch kłusowników na górze w regionie Guery, strzeżonym przez ducha Margaï.
W 2016 roku jury Literackiej Nagrody Josepha Brahima Seida przyznało jej nagrodę specjalną.